# Victor Fay
Pour les articles homonymes, voir Fay.
 (octobre 2020).
Si vous disposez d'ouvrages ou d'articles de référence ou si vous connaissez des sites web de qualité traitant du thème abordé ici, merci de compléter l'article en donnant les références utiles à sa vérifiabilité et en les liant à la section « Notes et références ».
Victor Fay, né le 18 mai 1903 à Varsovie et mort le 29 juin 1991 à Créteil, est un homme politique franco-polonais.

## Biographie
Issu d’une famille juive polonaise, il rejoint en 1918 les jeunesses socialistes du parti socialiste de gauche, mouvement très influencé par la pensée de Rosa Luxemburg. Ce parti fusionne avec d’autres mouvements socialistes pour former le Parti communiste de Pologne, qui sera interdit par le gouvernement Pilsudski quelques mois plus tard. Victor Fay devient un militant clandestin qui monte dans l’appareil du parti, il est à la fois un responsable de l’action mais aussi un organisateur de formation.
Le caractère de plus en plus réactionnaire des autorités polonaises, la mort de Lénine en 1924, ses premiers contacts avec le Komintern, le conduisent à partir pour la France en 1925. Il achève ses études à Toulouse tout en « travaillant » pour la sous-section polonaise du Parti communiste français. De 1929 à 1933, il est désigné par l’Internationale pour mettre en place et diriger les écoles de cadres du PCF et de la CGTU, où il eut entre autres comme élèves Jeannette Vermeersch, Waldeck Rochet, Jean-Pierre Timbaud. Le procès de Moscou qui débute en 1936 l’amène à dénoncer le stalinisme et à rompre avec le communisme dans sa version stalinienne et non avec le marxisme.
Il rejoint alors la SFIO et adhère à la 16e section de Paris. Il se situe sur la gauche du parti socialiste, proche de Zyromski et de Marceau Pivert. Son engagement dans le Front populaire est total, y compris dans l’acceptation de l’alliance avec le PCF ; il est alors selon ses propres propos « un léniniste réformiste ». En 1939, il est partisan de l’intervention contre Hitler ce qui le conduit dès 1940 dans les rangs de la Résistance à Toulouse, à Marseille et dans les Cévennes. En 1942, avec ses amis de Combat, de Franc-Tireur, de Libération il est intégré aux MUR. Dans la clandestinité sa vocation journalistique s’affirme et à la Libération il collabore à Lyon Libre, Lyon Matin et en 1948, Claude Bourdet l’invite à devenir le rédacteur en chef de Combat.
L'aventure Combat dure jusqu'en 1950 avec un positionnement anticolonialiste, tiers-mondiste voire Titiste dans son aspect autogestionnaire. Autant d’idées qui trouvent un peu d’écho dans l’aile gauche de la SFIO, en particulier chez de jeunes socialistes dont un certain Michel Rocard, qui fréquente les séminaires animés par Victor Fay. La trahison après les élections de janvier 1956  par Guy Mollet de ses engagements sur l’Algérie conduit Victor Fay à participer à la création du PSA en octobre 1958.Ce parti devient une des composantes du PSU, qui sera crée en avril 1960 dont Victor Fay devient un des dirigeants tout en travaillant à l'ORTF sur les questions soviétiques. Installé dans le 16e arrondissement de Paris, Victor Fay est un des créateurs de la section PSU du quartier. Il est un des organisateurs de ce laboratoire d’idées que fut le PSU. Il rejoint la 16e section du PS en 1980.

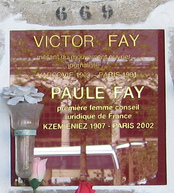
Plaque funéraire de Victor Fay au cimetière du Père-Lachaise (division 87, columbarium, case n° 669).

Il collabore à l'OURS et sa revue qui fut un des rares lieux de réflexion théorique du PS et ce jusqu’à sa mort en 1991.
Ses cendres ont été déposées, avec celles de sa conjointe, première femme à être officiellement conseil juridique en France, dans la case 669 du columbarium du cimetière du Père-Lachaise (division 87).
Ses écrits journalistiques et théoriques ont été réunis en quatre ouvrages qui démontrent qu’un individu peut être au-delà du militant un éducateur.

## Œuvres
- La Flamme et la Cendre, Presses Universitaires de Vincennes, 1989
- Contribution à l’histoire de l’URSS, Édition La Brèche 1994
- L’Autogestion : une utopie réaliste, Édition Syllepse, 1996
- Contribution à l’histoire du mouvement social français, préface de Madeleine Rebérioux, L'Harmattan, 1997
- Marxisme et Socialisme : Théorie et stratégie, préface de J.M. Demaldent, L'Harmattan, 1999

### Archives
- Inventaire du fonds d'archives de Victor Fay conservé à La contemporaine.